# Koninklijke Harmonie Concordia et Amicitia-Ter Dilft Bornem
Concordia & Amicitia - Ter Dilft is een muziekvereniging uit de Belgische gemeente Bornem in de provincie Antwerpen. Deze muziekvereniging bestaat op dit ogenblik uit drie harmonieorkesten en werd opgericht in 1804. Het is een van de nog zeven actieve orkesten in de gemeente Bornem (twee fanfares en vijf harmonies).

## Structuur
Concordia & Amicitia - Ter Dilft bestaat uit drie orkesten:
- Het groot orkest vormt het belangrijkste orkest in deze vereniging. Elke zaterdagavond repeteren de muzikanten onder leiding van dirigent Eric Tourné om een concert klaar te stomen tegen Tweede Kerstdag dat gegeven wordt in schouwburg Ter Dilft.
- Het jeugdorkest is bedoeld voor muzikanten vanaf de middelbare graad in de muziekschool. Hierin musiceren vooral jongeren tussen 12 en 18 jaar als voorbereiding op een toekomstige carrière als muzikant in het groot orkest. Dit orkest wordt eveneens gedirigeerd door Griet Caluwaerts en zij doet dat elke zondagochtend.
- Het amusementsorkest is er vooral als folklore-onderdeel. Kermissen opluisteren, dodentochters muzikaal aanmoedigen, ... dat zijn de voornaamste bezigheden van dit orkest.

## Provinciaal toernooi
Om de vier jaar neemt het orkest deel aan het provinciaal orkesttoernooi van de provincie Antwerpen. Afhankelijk van het behaalde resultaat wordt een orkest hier binnen een van de zes mogelijke categorieën geplaatst:
1. Superieure afdeling
2. Ere-afdeling
3. Uitmuntendheid
4. 1e afdeling
5. 2e afdeling
6. 3e afdeling

Afhankelijk van de afdeling ontvangt men subsidies van het departement cultuur van de provincie.
In 2003 nam het groot orkest van Concordia & Amicitia - Ter Dilft deel aan het toernooi in Malle. Dankzij een schitterende prestatie werd het orkest bevorderd van Uitmuntendheid tot Ere-Afdeling. In 2007 en 2011 werd de klassering in ere-afdeling tijdens het provinciaal toernooi in Bornem bevestigd.

## Bestuur
Het bestuur van Concordia & Amicitia - Ter Dilft is anno 2012 in handen van 9 mensen (muzikanten en niet-muzikanten).
- Voorzitter: André Van Troyen
- Secretaris: Pieter Pauwels
- Penningmeester: Tom Van den Berghe
- Ondervoorzitter: Heidi Suykens
- Jeugdcoördinator: Charlotte Quintelier
- Overige bestuursleden: Freddy Daelemans, Ellen Quintelier en Eric Tourné

## Dirigenten
- Eric Tourné was 52 jaar dirigent
- sedert 2014 dirigeert Jo Schelkens
- Griet Caluwaerts is vervangend dirigent